# Hamidiye-Moschee

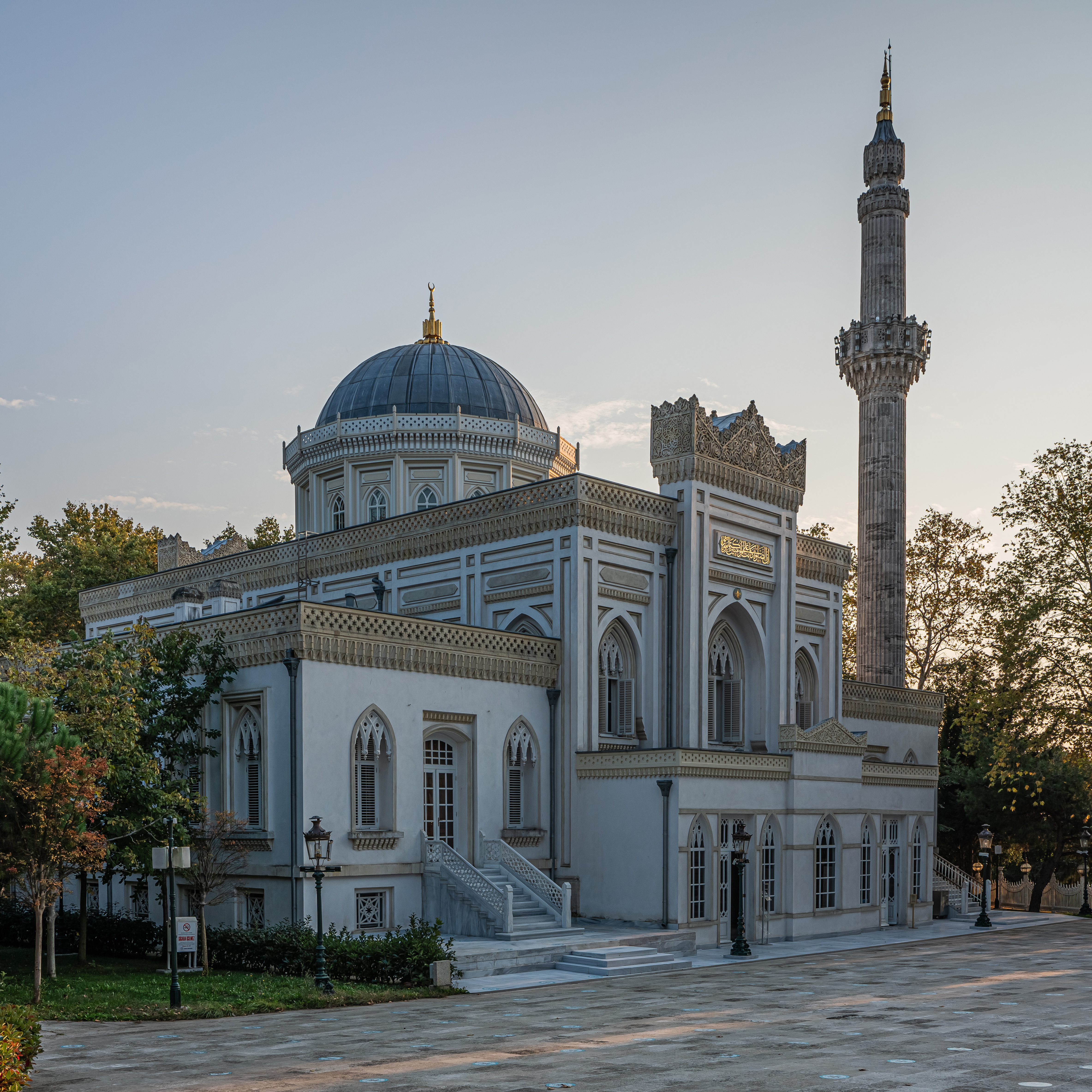
Gesamtansicht der Hamidiye-Moschee

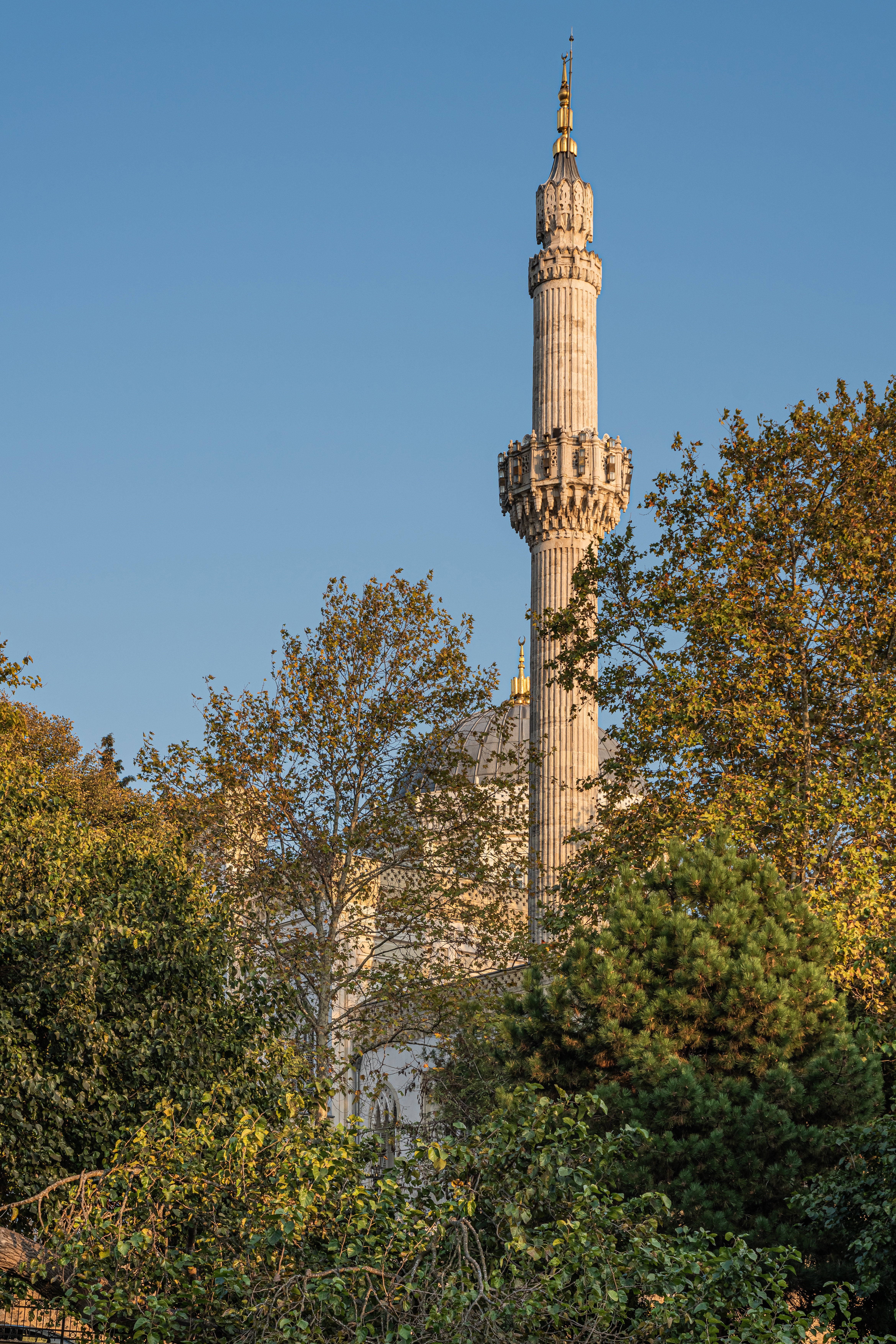
Detail des Minaretts

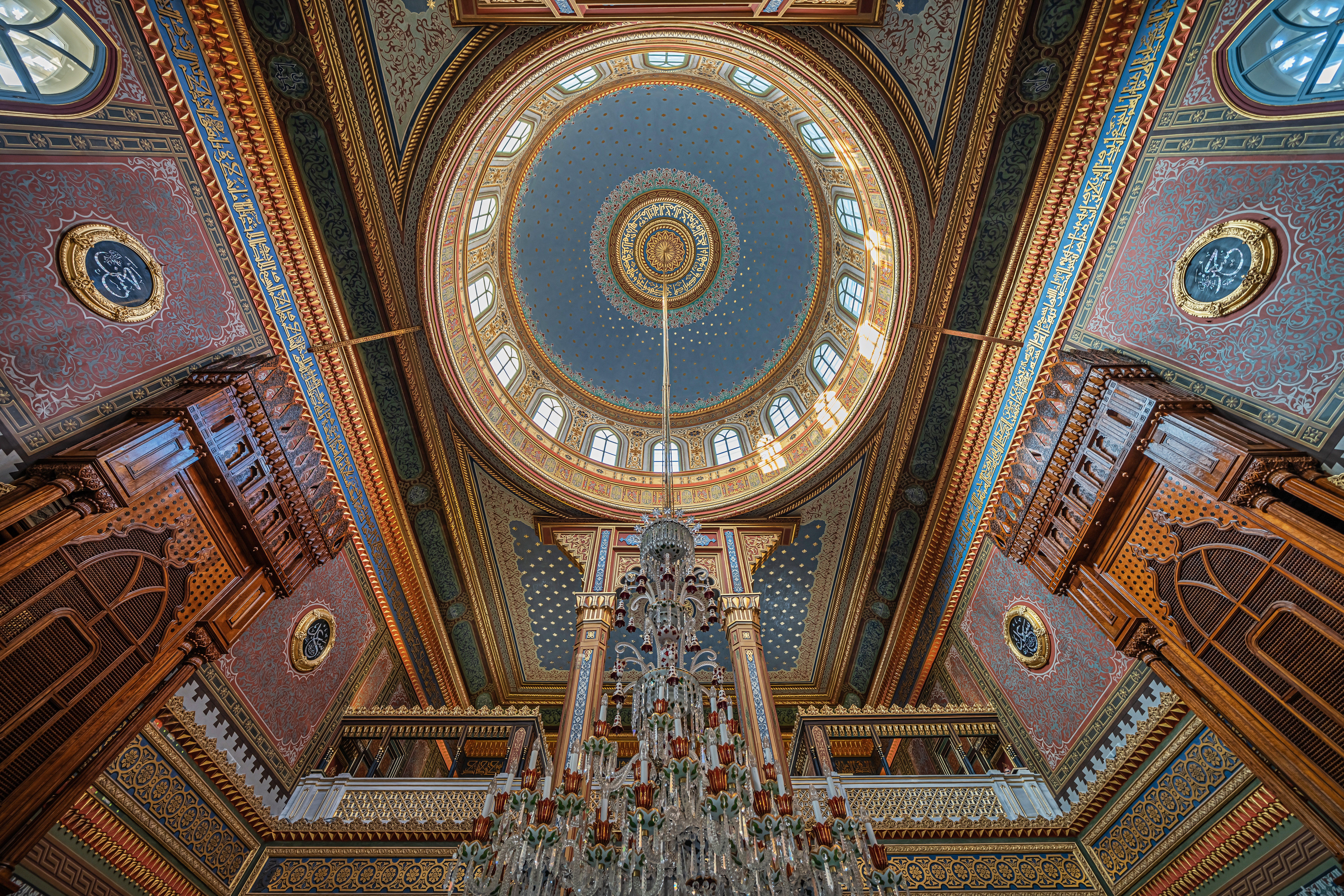
Innenaufnahme

Die Hamidiye-Moschee (türkisch Yıldız Hamidiye Camisi oder Yıldız Hamidiye Camii) befindet sich im Istanbuler Stadtteil Beşiktaş. Am Mardscheh-Platz in der syrischen Hauptstadt Damaskus steht eine Replik der Moschee auf der Krone des Telegrafendenkmals.

## Baugeschichte
Sultan Abdülhamid II. ließ die Moschee im Jahre 1885 entsprechend den Entwürfen des armenischen Architekten Sarkis Balyan errichten. Sie vereint neugotische und klassische osmanische Architekturelemente, wurde auf einem rechteckigen Grundriss errichtet und hat ein Minarett. Sie befindet sich in unmittelbarer Nähe des Yıldız-Palast-Komplexes.
Nach einer vierjährigen Renovierung für 27 Millionen Türkische Lira wurde die Hamidiye-Moschee am 4. August 2017 wiedereröffnet.

## Hintergrund
Bis zur Erbauung der Hamidiye-Moschee hielt Sultan Abdülhamid II. die Freitagsgebete in verschiedenen Moscheen İstanbuls ab. Mit der Zeit bündelte der Sultan alle Macht und konzentrierte diese im Yıldız-Palast. Zuvor residierte er im Dolmabahçe-Palast, der ihm aber zu unsicher war, sodass er eine Entthronung fürchtete. So verließ der Sultan nur ungern seinen neuen Palast und ließ daher die Hamidiye-Moschee errichten, um so nicht mehr das Palastgelände verlassen zu müssen.

## Attentat
1905 überlebte Sultan Abdülhamid II. einen Anschlag. Am 21. Juli 1905 hatte ein belgischer Attentäter im Auftrag der armenischen Daschnakzutjun Dynamit in seinen Wagen gelegt, während der Sultan in der Moschee sein Freitagsgebet verrichtete. Eine Verspätung um einige Minuten rettete dem Sultan das Leben. Es starben 26 Mitglieder des Gefolges des Sultans und 58 wurden verletzt.